# Franco Scataglini
Franco Scataglini (Ancona, 25 luglio 1930 – Numana, 28 agosto 1994) è stato un poeta e pittore italiano.
Pubblicò la sua prima raccolta di poesie, E per un frutto piace tutto un orto, nel 1973 a cui fece seguito, quattro anni dopo, So' rimaso la spina.

## Biografia
Nato ad Ancona nel 1930, frequenta la scuola di avviamento professionale e viene assunto alle Poste italiane dove lavora fino al 1976. Durante la seconda guerra mondiale, mentre era sfollato a Chiaravalle, nella biblioteca del paese inizia il suo amore per la poesia. Finita la guerra, le prime passioni politiche lo portano, assieme ad altri giovani intellettuali, tra cui Italo Calvino, in Unione Sovietica, ma ritorna con una forte delusione del sistema. All'età di vent'anni pubblica Echi, una raccolta di versi in italiano. Resosi conto della superficialità della sua conoscenza della lingua, inizia gli studi in modo autonomo: quando legge Pier Paolo Pasolini riconosce nell'amore verso la lingua volgare una nuova ispirazione artistica. Così, nel 1973, anche grazie ai consigli del critico ed editore anconitano Carlo Antognini, arriva a pubblicare la sua prima raccolta di poesie in vernacolo anconitano, E per un frutto piace tutto un orto a cui fa seguito, quattro anni dopo, So' rimaso la spina. In questo periodo, Scataglini inizia a cimentarsi anche come pittore. Nel 1982 esce Carta laniena, grazie al quale vince il premio Carducci. Più tardi conclude la traduzione, seppur parziale, del romanzo medievale in versi Le Roman de la Rose, che lo porta ad affermarsi fra i poeti italiani. L'ultima sua opera, El sol, pubblicata postuma, è un poema autobiografico.
Franco Scataglini muore improvvisamente la notte del 28 agosto 1994 nella sua casa di Numana ed è seppellito nel piccolo cimitero del paese.
La poesia di Scataglini è stata variamente definita: dialettale, neodialettale, neovolgare. Il suo anconitano è certo rivisto, arricchito con arcaismi, ricreato come lingua d'autore.
Il 25 luglio 2010 gli è stato dedicato il parco del Cardeto di Ancona.